# Vassy (piosenkarka)
Vasiliki Karagiorgos, znana jako Vassy (ur. 1983 w Darwin) – australijska piosenkarka i autorka tekstów pochodzenia greckiego.
W 2014 zdobyła popularność dzięki udziałowi w piosence Davida Guetty i duetu Showtek pod tytułem „Bad”.

## Przebieg kariery
Vasiliki jest córką imigrantów, którzy przybyli do Australii z greckiej Floriny. Jej babcia pochodzi i mieszka w Konstantynopolu. Swoją karierę muzyczną rozpoczęła w 2003 roku po wygranej w jednym z australijskich konkursów radiowych dla młodych talentów. 19 września 2005 roku wydała swój debiutancki album zatytułowany „My Affection”. Na płycie znalazły się single „Cover You In Kisses”, „Get Busy” (wraz z australijskim DJ i producentem Katalystem), „Wanna Fly” (wraz z Mozimem), „Loverman” i „Kick My Ass”. W 2010 wydała singel „Run to the Sun” i „History” z gościnnym udziałem amerykańskiego rapera Gorilla Zoe. 14 czerwca 2011 ukazał się jej EP „The Acoustics”. 1 maja 2012 wydała swój drugi album pt. „Beautiful Day”, na którym znalazły się single „Desire”, „Could This Be Love” i „We Are Young”. W 2012 wydała także pojedynczy singel „The Little Things”. W 2013 ukazały się jej single „Mad”, „Miss Automatic”, „In the Sun” i „Lets Go”. W 2014 roku użyczyła swojego głosu w utworze Davida Guetty i duetu Showtek pt. „Bad”. Zdobył on popularność m.in. w Australii, Finlandii, Norwegii, Polsce i wielu innych krajach. We wrześniu wydała singel „Today” wraz z niemiecką grupą hardstyle Scooter oraz „Hustlin'” z Crazibizą i Dave'em Audé.
Jej utwory pojawiły się w amerykańskich serialach telewizyjnych, takich jak Chirurdzy, Brzydula Betty, a jej piosenka „Desire” znalazła się na ścieżce dźwiękowej do filmu Dom w głębi lasu. Jej utwory wykorzystano także w kampaniach reklamowych dla Nike, Inc., Google czy Victoria’s Secret. Jest zaangażowana w działalność charytatywną, wspiera osoby uzależnione od alkoholu i narkotyków oraz osoby z zaburzeniami psychicznymi.

## Dyskografia

### Albumy
| Rok  | Album         |
| ---- | ------------- |
| 2005 | My Affection  |
| 2011 | The Acoustics |
| 2012 | Beautiful Day |

### Single
| Rok             | Singel                                                  | Notowania | Notowania | Notowania | Notowania | Notowania | Notowania | Notowania | Notowania | Notowania | Notowania     | Notowania | Album         |
| Rok             | Singel                                                  | AUS       | AUT       | BEL (Fl)  | BEL (Wa)  | FRA       | NED       | GER       | CHE       | SWE       | POL Dyskoteki | NZL       | Album         |
| --------------- | ------------------------------------------------------- | --------- | --------- | --------- | --------- | --------- | --------- | --------- | --------- | --------- | ------------- | --------- | ------------- |
| 2005            | „Cover You In Kisses”                                   | -         | -         | -         | -         | -         | -         | -         | -         | -         | -             | -         | My Affection  |
| 2005            | „Get Busy” (oraz Katalyst)                              | -         | -         | -         | -         | -         | -         | -         | -         | -         | -             | -         | My Affection  |
| 2005            | „Wanna Fly” (oraz Mozim)                                | -         | -         | -         | -         | -         | -         | -         | -         | -         | -             | -         | My Affection  |
| 2005            | „Loverman”                                              | -         | -         | -         | -         | -         | -         | -         | -         | -         | -             | -         | My Affection  |
| 2005            | „Kick My Ass”                                           | -         | -         | -         | -         | -         | -         | -         | -         | -         | -             | -         | My Affection  |
| 2010            | „History” (oraz Gorilla Zoe)                            | -         | -         | -         | -         | -         | -         | -         | -         | -         | -             | -         | -             |
| 2010            | „Run to the Sun”                                        | -         | -         | -         | -         | -         | -         | -         | -         | -         | -             | -         | -             |
| 2012            | „Desire”                                                | -         | -         | -         | -         | -         | -         | -         | -         | -         | -             | -         | Beautiful Day |
| 2012            | „Could This Be Love”                                    | -         | -         | -         | -         | -         | -         | -         | -         | -         | -             | -         | Beautiful Day |
| 2012            | „We Are Young”                                          | -         | -         | -         | -         | -         | -         | -         | -         | -         | -             | -         | Beautiful Day |
| 2012            | „The Little Things”                                     | -         | -         | -         | -         | -         | -         | -         | -         | -         | -             | -         | -             |
| 2013            | „Mad”                                                   | -         | -         | -         | -         | -         | -         | -         | -         | -         | -             | -         | -             |
| 2013            | „Miss Automatic” (oraz Mark Angelo; gościnnie: Epsilon) | -         | -         | -         | -         | -         | -         | -         | -         | -         | -             | -         | -             |
| 2013            | „In the Sun” (oraz Tim Myers)                           | -         | -         | -         | -         | -         | -         | -         | -         | -         | -             | -         | -             |
| 2013            | „Lets Go”                                               | -         | -         | -         | -         | -         | -         | -         | -         | -         | -             | -         | -             |
| 2014            | „Today” (oraz Scooter)                                  | -         | -         | -         | -         | -         | -         | -         | -         | -         | -             | -         | -             |
| 2014            | „Hustlin'” (oraz Crazibiza, Dave Audé)                  | -         | -         | -         | -         | -         | -         | -         | -         | -         | -             | -         | -             |
| Gościnny udział |                                                         |           |           |           |           |           |           |           |           |           |               |           |               |
| 2011            | „Don't Give Up” (oraz The Scumfrog)                     | -         | -         | -         | -         | -         | -         | -         | -         | -         | -             | -         | -             |
| 2013            | „Spotlight” (oraz Victor Magan, Juan Magan)             | -         | -         | -         | -         | -         | -         | -         | -         | -         | -             | -         | -             |
| 2014            | „Loves Come Down” (oraz Ivan Gomez, Nacho Chapado)      | -         | -         | -         | -         | -         | -         | -         | -         | -         | -             | -         | -             |
| 2014            | „Tokyo Style” (oraz Future Boyz, Dave Audé)             | -         | -         | -         | -         | -         | -         | -         | -         | -         | -             | -         | -             |
| 2014            | „Bad” (oraz David Guetta, Showtek)                      | 5         | 15        | 9         | 6         | 6         | 13        | 19        | 28        | 2         | 3             | 2         | -             |
| 2015            | "Secrets" (oraz Tiësto, KSHMR)                          | -         | -         | -         | -         | -         | -         | -         | -         | -         | -             | -         | -             |